# Sing Me to Sleep
"Sing Me to Sleep" là một bài hát của nhà sản xuất nhạc người Anh-Na Uy Alan Walker. Bài hát có sự góp mặt của ca sĩ thu âm Iselin Solheim, và được phát hành vào ngày 3 tháng 6 năm 2016. Một video ca nhạc cho đĩa đơn đã được quay tại Hồng Kông.

## Video ca nhạc và phát hành
Việc phát hành video ca nhạc cho "Sing Me to Sleep" ban đầu được thông báo qua một teaser được xuất bản trên kênh YouTube của Walker vào ngày 23 tháng 5, cùng với hai teaser nữa cũng được xuất bản trong hai tháng tiếp theo. Trước khi phát hành, bản thu được đánh giá cao bởi các nhà phê bình âm nhạc, khi họ nhận thấy sự tương đồng về phong cách với bài hát trước, "Faded" (2015).

## Danh sách ca khúc
| Đĩa đơn kỹ thuật số | Đĩa đơn kỹ thuật số               | Đĩa đơn kỹ thuật số |
| STT                 | Nhan đề                           | Thời lượng          |
| ------------------- | --------------------------------- | ------------------- |
| 1.                  | "Sing Me to Sleep"                | 3:09                |
| 2.                  | "Sing Me to Sleep (Instrumental)" | 3:10                |

## Xếp hạng và chứng nhận
| Bảng xếp hạng (2016)                            | Vị trí |
| ----------------------------------------------- | ------ |
| Áo (Ö3 Austria Top 40)                          | 4      |
| Bỉ (Ultratip Wallonia)                          | 21     |
| Cộng hòa Séc (Singles Digitál Top 100)          | 56     |
| France (SNEP)                                   | 51     |
| Phần Lan (Suomen virallinen lista)              | 4      |
| Trường songid là BẮT BUỘC CHO BẢNG XẾP HẠNG ĐỨC | 10     |
| Hungary (Single Top 40)                         | 8      |
| Latvia (Latvijas Top 40)                        | 2      |
| Lebanon (Lebanese Top 20)                       | 6      |
| Norway (VG-lista)                               | 1      |
| Ba Lan (Polish Airplay Top 100)                 | 13     |
| Slovakia (Singles Digitál Top 100)              | 20     |
| Slovenia (SloTop50)                             | 48     |
| Tây Ban Nha (PROMUSICAE)                        | 45     |
| Sweden (Sverigetopplistan)                      | 9      |
| Thụy Sĩ (Schweizer Hitparade)                   | 14     |
| Anh Quốc (OCC)                                  | 95     |
| Hoa Kỳ Hot Dance/Electronic Songs (Billboard)   | 18     |

| Quốc gia                                                                                             | Chứng nhận  | Số đơn vị/doanh số chứng nhận |
| --- | ----------- | ----------------------------- |
| Áo (IFPI Áo)                                                                                         | Gold        | 15.000‡                       |
| Đức (BVMI)                                                                                           | Gold        | 150.000‡                      |
| Thụy Điển (GLF)                                                                                      | 2× Platinum | 40.000‡                       |
| * Chứng nhận dựa theo doanh số tiêu thụ. ‡ Chứng nhận dựa theo doanh số tiêu thụ và phát trực tuyến. |             |                               |